# Dicaeum australe
El picaflores filipino (Dicaeum australe) es una especie de ave paseriforme de la familia Dicaeidae endémica de Filipinas. Anteriormente se consideraba que el picaflores sangrante (D. haematostictum) era una subespecie del picaflores filipino, pero ahora se consideran especies separadas.

## Distribución y hábitat
Se encuentra en la mayor parte del archipiélago filipino, salvo las islas del oeste. Su hábitat natural son los bosques húmedos tropicales. 